# Ouaoumana
Ouaoumana est une commune rurale marocaine, située à 40 km de la ville de Khénifra sur la route principale no 8. Elle relève administrativement de la province de Khénifra.
Ouaoumana est traversée par l'oued Ouaoumana affluent de l'Oum Errabiaa. Un barrage est érigé à 10 km du village en direction de la ville Beni Mellal.